# 629 TCN
629 TCN là một năm trong lịch La Mã.